# WWF Junior Heavyweight Championship
Het WWWF Junior Heavyweight Championship was een professioneel worstelkampioenschap dat georganiseerd en geproduceerd werd door World Wide Wrestling Federation, later World Wrestling Federation en New Japan Pro Wrestling. Dit kampioenschap was alleen voor worstelaars met smalle lichamen.

## Titel geschiedenis
| Worstelaar          | #                   | Datum            | Stad                | Aantekeningen |
| ------------------- | ------------------- | ---------------- | ------------------- | --- |
| Johnny De Fazio     | 1                   | 1967             |                     | |
| Bradley Lowe        | 1                   |                  |                     | |
| Jonny De Fazio      | 2                   |                  |                     | |
| Jackie Nicholas     | 2                   |                  | New England         | |
| Jonny De Fazio      | 3                   |                  |                     | |
| Jackie Nicholas     | 3                   |                  |                     | |
| Johnny De Fazio     | 4                   |                  |                     | |
| Beschikbaar gesteld | Beschikbaar gesteld | 1972             |                     | De Fazio gaf zijn titel vrij in 1972 wegens pensioen |
| Carlos Jose Estrada | 1                   | 10 januari 1978  | Uniondale, New York | Versloeg Tony Garea voor de titel |
| Tatsumi Fujinami    | 1                   | 13 januari 1978  | New York            | |
| Ryuma Go            | 1                   | 2 oktober 1979   | Osaka               | |
| Tatsumi Fujinami    | 2                   | 4 oktober 1979   | Tokio               | |
| Beschikbaar gesteld | Beschikbaar gesteld | December 1981    |                     | Fujinami ging naar de "Heavyweight Division" |
| Tiger Mask          | 1                   | 1 januari 1982   | Tokio               | Versloeg Dynamite Kid voor de beschikbare titel. |
| Beschikbaar gesteld | Beschikbaar gesteld | April 1982       |                     | Door een blessure van Tiger Mask kon hij zijn titels niet verdedigen.                                                                                             |
| Black Tiger         | 1                   | 6 mei 1982       | Fukuoka             | Versloeg Gran Hamada voor de beschikbare titel. |
| Tiger Mask          | 2                   | 26 mei 1982      | Osaka               | |
| Beschikbaar gesteld | Beschikbaar gesteld | 3 april 1983     |                     | Tiger Mask was geblesseerd in een tag team match met Dynamite Kid op 1 april.                                                                                     |
| Tiger Mask          | 3                   | 13 juni 1983     | Mexico-Stad         | Versloeg Fishman voor de titel. |
| Beschikbaar gesteld | Beschikbaar gesteld | 12 augustus 1983 |                     | Tiger Mask ging op pensioen |
| Dynamite Kid        | 1                   | 7 februari 1984  | Tokio               | Versloeg Davey Boy Smith op 3 februari 1984 in Sapporo en The Cobra op 7 februari 1984 in Tokio.                                                                  |
| Beschikbaar gesteld | Beschikbaar gesteld | November 1984    |                     | Dynamite Kid en Davey Boy Smith werden naar All-Japan Pro Wrestling gestuurd.                                                                                     |
| The Cobra           | 1                   | 28 december 1984 | New York            | Versloeg Black Tiger voor de beschikbare titel. |
| Hiro Saito          | 1                   | 20 mei 1985      | Hiroshima           | |
| The Cobra           | 2                   | July 28, 1985    | Osaka               | |
| Titel opgeborgen    | Titel opgeborgen    | 31 oktober 1985  | N.V.T.              | Beschikbaar wanneer New Japan en WWF splitten. Shiro Koshinaka versloeg The Cobra op 28 juni 1986 in Tokio en werd zo de eerste IWGP Junior Heavyweight Champion. |